# Hospitalia hispanata
Hospitalia hispanata là một loài bướm đêm trong họ Geometridae.